# ولادیمیرو فالکونه

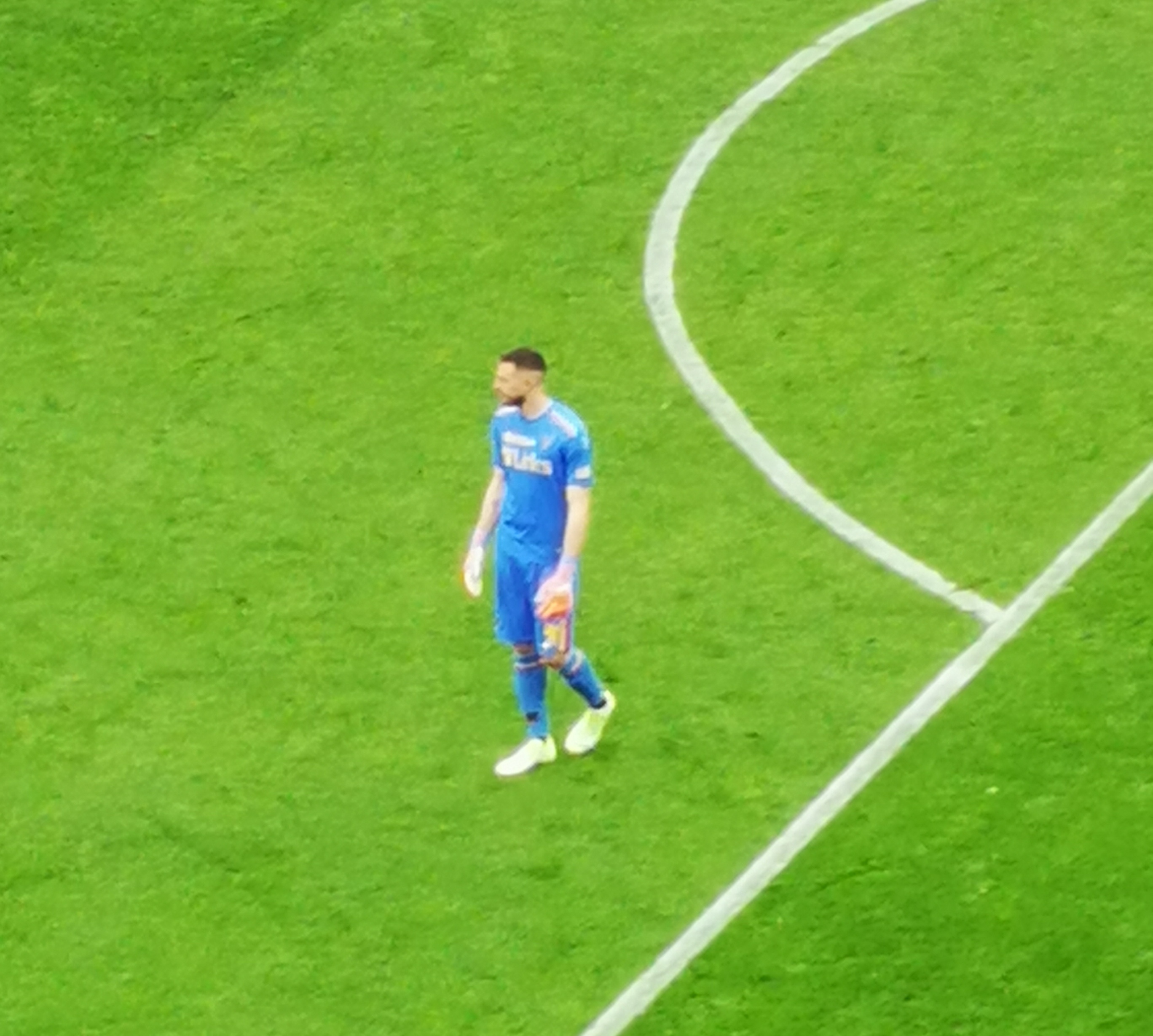
ولادیمیرو فالکونه در میان زمین فوتبال

ولادیمیرو فالکونه (انگلیسی: Wladimiro Falcone؛ زادهٔ ۱۲ آوریل ۱۹۹۵) بازیکن فوتبال اهل ایتالیا است.
از باشگاه‌هایی که در آن بازی کرده‌است می‌توان به باشگاه فوتبال سمپدوریا، باشگاه فوتبال کومو، و باشگاه فوتبال لیورنو اشاره کرد.
وی همچنین در تیم‌های ملی فوتبال زیر ۱۸ سال ایتالیا، زیر ۱۹ سال ایتالیا، و زیر ۲۰ سال ایتالیا بازی کرده‌است.